# يانيس كوسولوس
يانيس كوسولوس (باليونانية: Ιωάννης Κούσουλος)‏ (14 يونيو 1996 بليماسول في قبرص - ) هو لاعب كرة قدم قبرصي في مركز الدفاع. شارك مع منتخب قبرص تحت 19 سنة لكرة القدم ومنتخب قبرص تحت 21 سنة لكرة القدم. أما مع النوادي، فقد لعب مع نيا سلاميس فاماغوستا.

## مسيرته الكروية
لعب يانيس كوسولوس خلال مسيرته الاحترافية مع ناديين في سبعة مواسم وسجل خلالها 4 أهداف ضمن 157 مباراة. ولم يفز بأي موسم بالكأس أو بالدوري.
خاض يانيس كوسولوس مسيرته مع نادي نيا سلاميس فاماغوستا في موسم 2013–14 ليلعب معه خمسة مواسم، مشاركًا في 119 مباراة سجل خلالها 3 أهداف. ثم انتقل إلى نادي أومونيا في موسم 2018–19 ولمدة موسمين، حيث شارك في 38 مباراة سجل خلالها هدفًا واحدًا.

## وصلات خارجية
- يانيس كوسولوس على موقع الاتحاد الدولي (مؤرشف)  (الإنجليزية)
- يانيس كوسولوس على موقع الاتحاد الأوربي (الإنجليزية)
- يانيس كوسولوس على موقع قاعدة بيانات كرة القدم.إي يو (الإنجليزية)
- يانيس كوسولوس على موقع ناشيونال فوتبول تيمز (الإنجليزية)
- يانيس كوسولوس على موقع Soccerway.com (الإنجليزية)
- يانيس كوسولوس على موقع عالم كرة القدم.نت (الإنجليزية)